# Norra Vittsjön
Norra Vittsjön är en sjö i Laxå kommun i Västergötland och ingår i Norrströms huvudavrinningsområde.